# Conte di Worcester

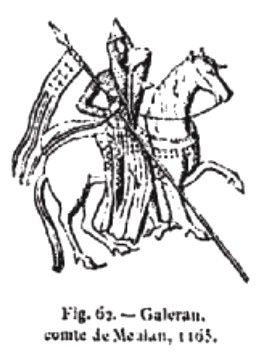
Waleran de Beaumont, primo conte di Worcester.

Conte di Worcester fu un titolo nobiliare creato cinque volte durante il Regno d'Inghilterra.
La prima creazione risale al 1138 in favore del nobile normanno Waleran de Beaumont, figlio di Robert de Beaumont, I conte di Leicester e di Elisabetta di Vermandois. Come suo padre, ottenne anche il titolo francese di conte di Meulan. La contea di Worcester si estinse con la sua morte nel 1166.
La seconda creazione avvenne nel 1397 per il comandante militare e governatore Thomas Percy, figlio di Henry de Percy, III barone Percy. Egli prese parte alla guerra dei cent'anni a favore di Riccardo II, contro il quale più tardi si ribellò. Dopo la battaglia di Shrewsbury, venne giustiziato per tradimento.
La terza creazione, datata 1420, si ebbe a favore di Richard Beauchamp, II barone Bergavenny, nipote di Thomas de Beauchamp, XI conte di Warwick. Alla sua morte la contea si estinse mentre la baronia passò a sua figlia.
La quarta creazione risale al 1457 a favore di John Tiptoft, I conte di Worcester, noto studioso e talvolta favorito di Edoardo IV d'Inghilterra. Dopo l'ascesa al potere dei Lancaster, Worcester venne catturato e giustiziato. Il titolo venne ricreato l'anno seguente per suo figlio Edward, morto in giovane età nel 1486. Con la sua morte si estinse sia la contea che la baronia.
La quinta ed ultima creazione avvenne nel 1514 e ne beneficiò Charles Somerset, figlio legittimato di Henry Beaufort, III duca di Somerset. Il titolo venne trasmesso agli eredi ed il quinto conte venne creato marchese di Worcester nel 1643; il terzo marchese ricevette poi il titolo di duca di Beaufort nel 1682.

## Prima creazione (1138)
- Waleran de Beaumont, I conte di Worchester (1104–1166)

## Seconda creazione (1397)
- Thomas Percy, I conte di Worcester (1343–1403)

## Terza creazione (1420)
- Richard de Beauchamp, I conte di Worcester (c. 1397–1422)

## Quarta creazione (1449)
- John Tiptoft, I conte di Worcester (c. 1427–1470)
- Edward Tiptoft, II conte di Worcester (c. 1469–1485)

## Quinta creazione (1514)
Vedi Duca di Beaufort